# Cementerio San José de Flores
El Cementerio San José de Flores es uno de los tres cementerios que se encuentran en la ciudad de Buenos Aires, Argentina. Comprende un predio de 27 hectáreas. Se encuentra en el cruce de la avenida Varela con la calle Balbastro, en el barrio de Flores, al centro-oeste de la ciudad, en la subzona denominada como el Bajo Flores.
Muchas de las personas que fueron enterradas allí pertenecieron a las familias terratenientes, grandes propietarios que construyeron la historia del barrio y también, en muchos casos, generadores de los actuales barrios vecinos de Flores. Por ejemplo, la familia Flores, fundadora del pueblo homónimo; la familia Cambiasso, pionera en Villa del Parque; y Juan Nepomuceno Márquez, propietario de gran parte de las tierras que hoy forman parte de Villa General Mitre.

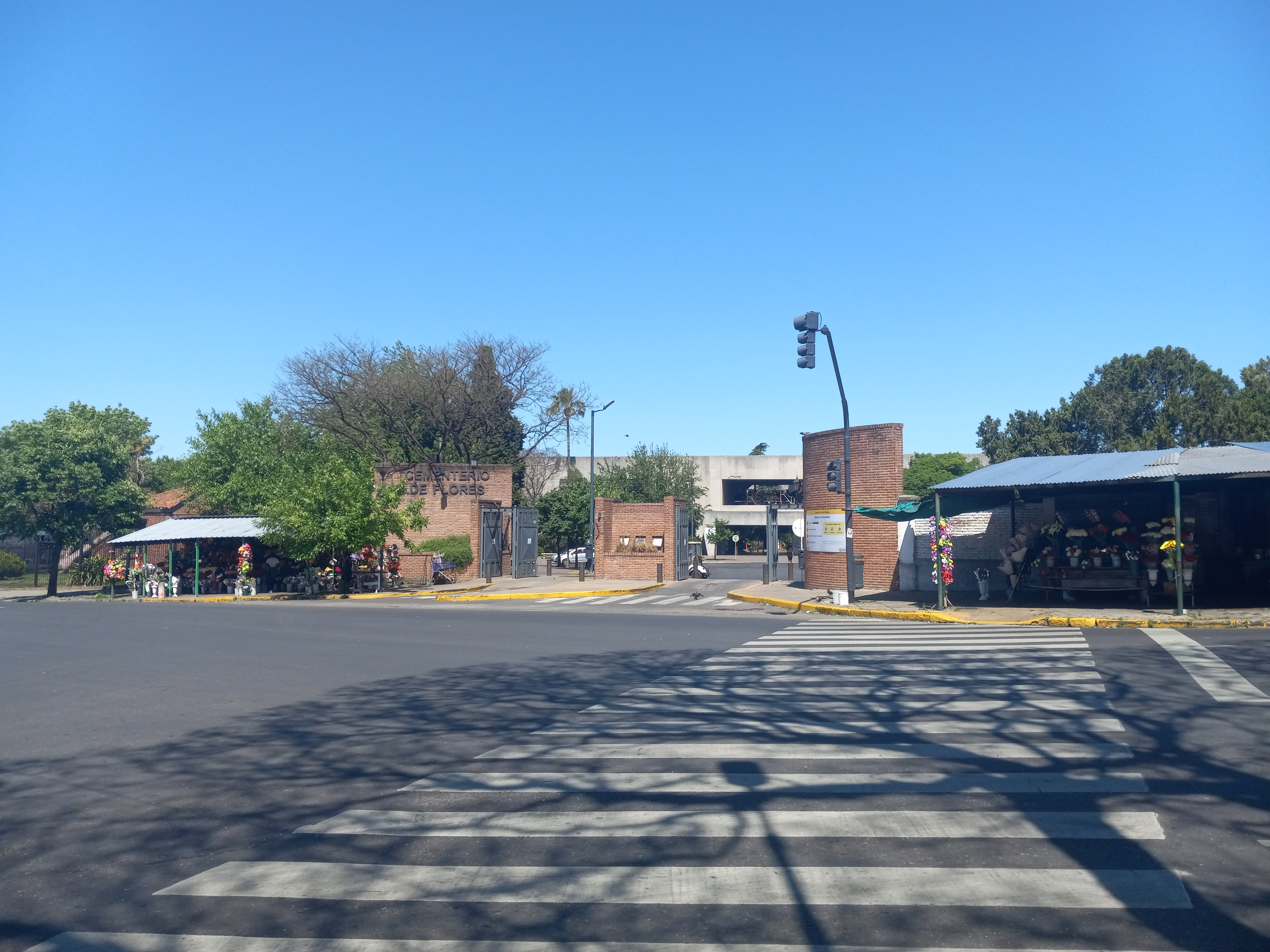
Entrada a Cementerio de Flores

## Historia
El primer cementerio del entonces pueblo de San José de Flores se inauguró en 1807 por don Ramón Francisco Flores. Al crecer rápidamente el pueblo, el cementerio fue trasladado a un nuevo terreno donado por la familia de Esteban Villanueva, el 20 de septiembre de 1832. Por una resolución del año 1865 pasó a depender de la Municipalidad de San José de Flores y ocurrida la Federalización de Buenos Aires se incorporó a la ciudad de Buenos Aires. El cementerio se habilitó el 9 de abril de 1867. 
Aquí estuvieron enterrados los judíos que ya no podían estar más en el sector de disidentes del Cementerio de la Chacarita, situación que se dio entre 1900 y 1935, año en que se abrió el Cementerio Israelita de Liniers en Ciudadela. La organización Jevrá Kedushá Ashkenazi (precursora de la Asociación Mutual Israelita Argentina) rentó entonces la Sección 6° del Cementerio de Flores para realizar inhumaciones según la ley mosaica.
En 1979, se amplió el predio, al construirse el cementerio parque sobre la calle Balbastro.

## Sectores destacados
Entre los panteones más importantes de este cementerio se pueden mencionar:
- Gran Panteón: diseñado por la arquitecta Itala Fulvia Villa

- Panteón Naval
- Panteón de la Sociedad Española de Socorros Mutuos
- Panteón de la Sociedad Italiana La Providenza
- Panteón de la Orden de Hermanos Menores Capuchinos[2]

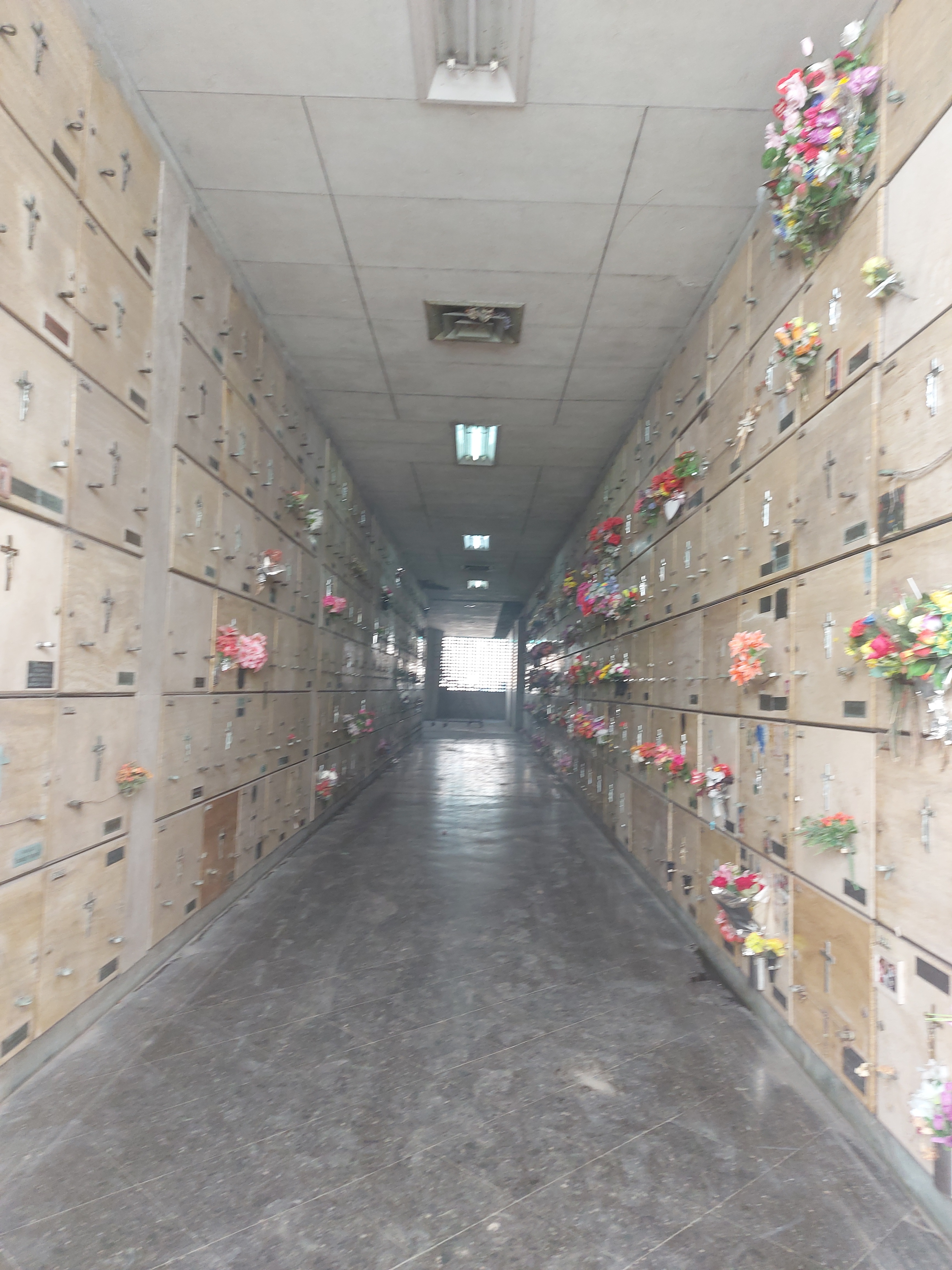
Interior del Gran Panteón, Cementerio de Flores

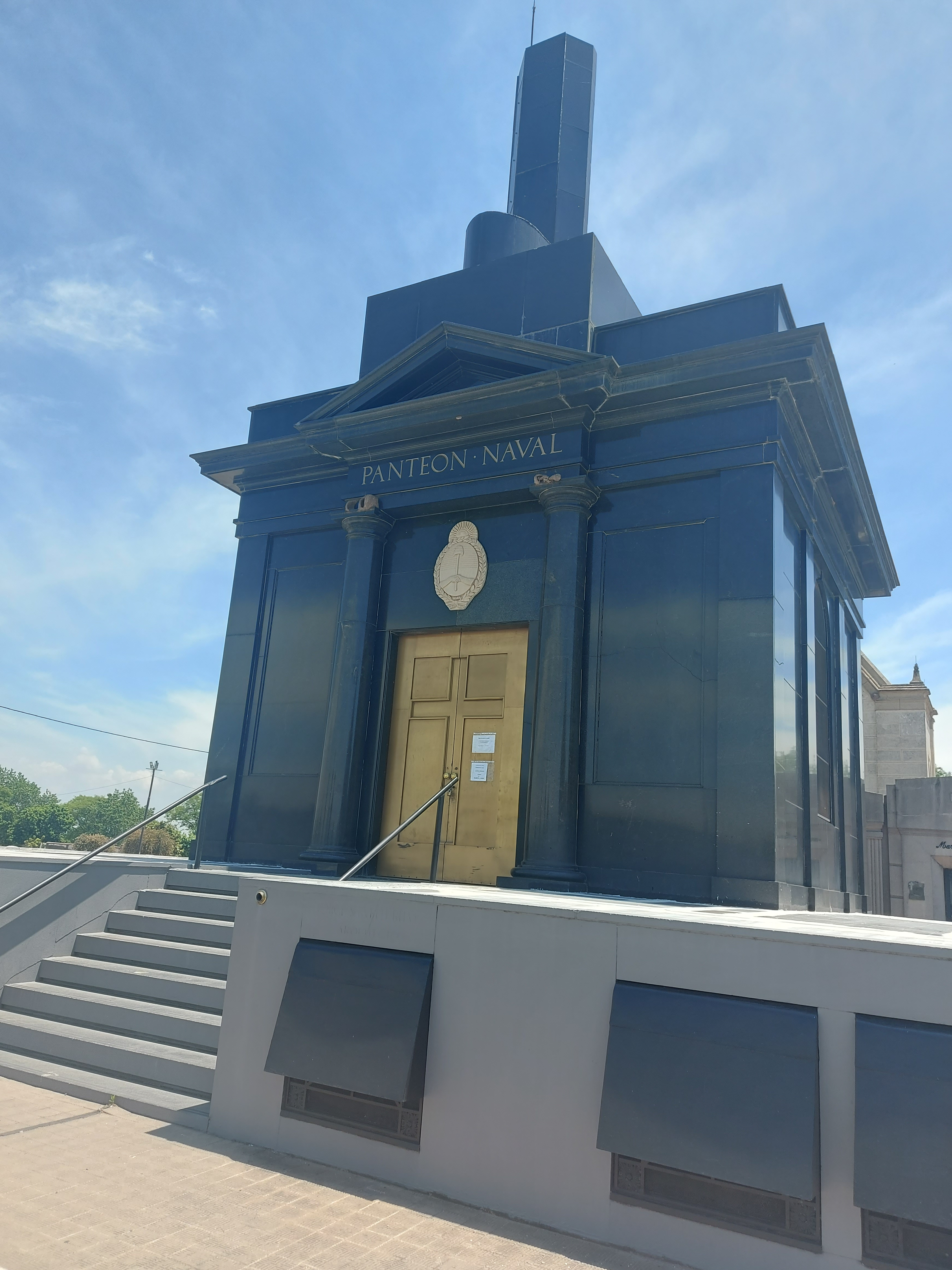
Panteón Naval, Cementerio de Flores.

## Personalidades famosas sepultadas en el cementerio de Flores
Ordenados alfabéticamente, por apellido:
- Fernando Arean (1943-2011), futbolista, ayudante de campo y director técnico argentino.
- Mierko Blazina (1925-2005), futbolista de origen yugoslavo (esloveno). Sus restos fueron exhumados en 2015.[3]
- Miguel Ángel Bordón (1952-2003), futbolista argentino.
- Gabino Ezeiza (1858-1916), músico y payador argentino.
- Octavio Fabiano (1948-2003), coleccionista y divulgador del cine argentino.
- Lorenzo Miguel (1927-2002), sindicalista argentino y empresario metalúrgico.
- Mario Monteverde (1934-2007), periodista, locutor y escritor argentino.
- Eliseo Mouriño (1927-1961), futbolista argentino.
- Antonio Pacenza (1928-1999), Boxeador argentino de peso medio pesado.
- Antonio Puigjané (1928-2019), Fraile franciscano tercermundista, miembro del Movimiento Todos por la Patria (MTP)
- Carlos Russo (1959-2017), actor, humorista e imitador argentino.
- Gerónimo Saccardi (1949-2002), futbolista argentino.
- Mirko Saric (1978-2000), futbolista argentino.
- Eduardo 'Korneta' Suárez (1953-2004), cantante, músico y compositor argentino, fundador de la banda de rock Los Gardelitos.
- Julio Vivar (1930-2005), actor argentino.

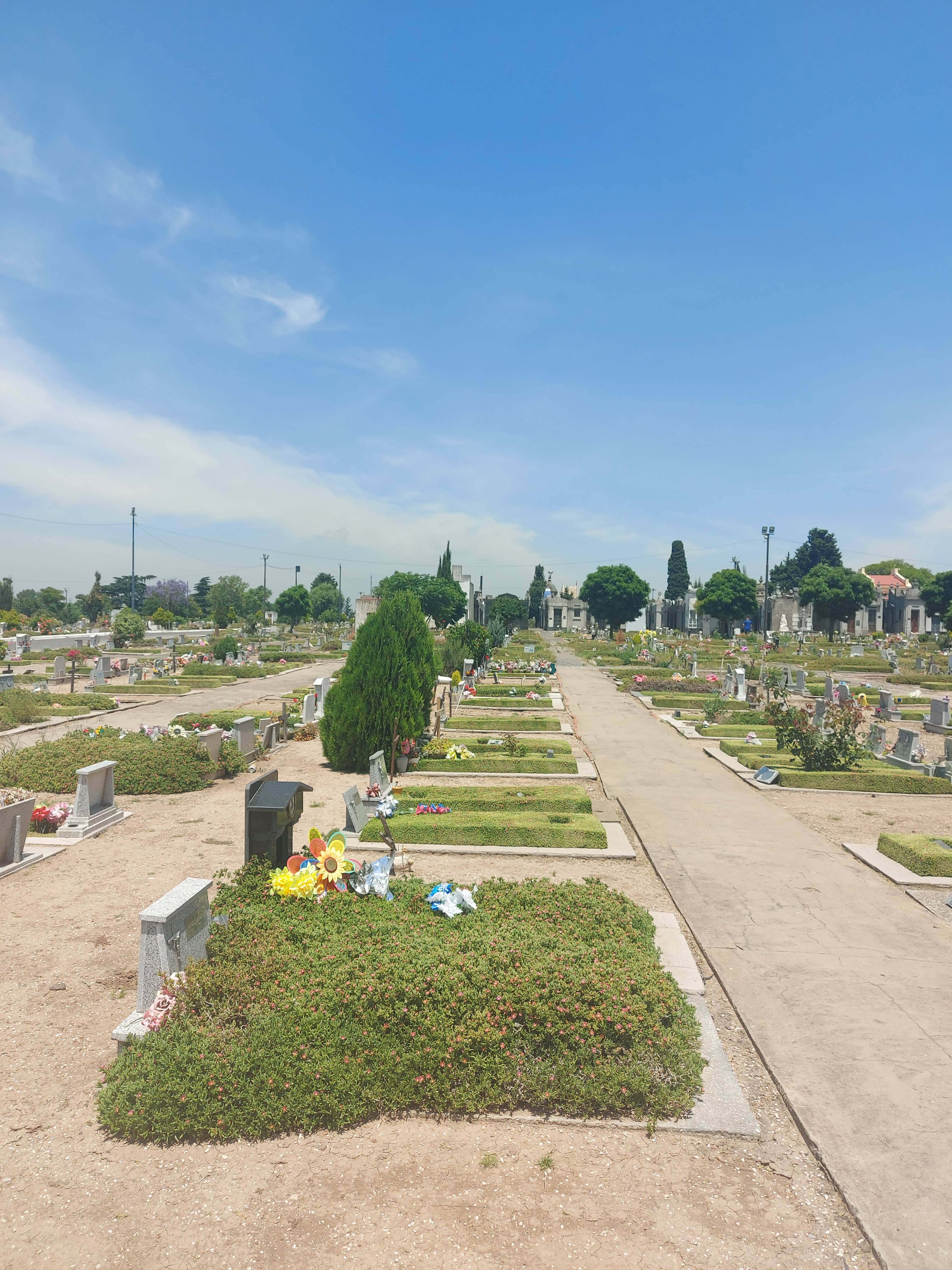
Tumbas en el Cementerio de Flores.